# بوريس أندرييف
بوريس أندرييف (بالروسية: Андреев, Борис Дмитриевич)‏ هو رائد فضاء روسي، ولد في 6 أكتوبر 1940 في موسكو في روسيا.